# Paloma Creek
Paloma Creek è un census-designated place degli Stati Uniti d'America, situato nella contea di Denton dello Stato del Texas.
La comunità è catalogata dal Census Bureau degli Stati Uniti come due census-designated place separati, "Paloma Creek" e "Paloma Creek South", separati entro i limiti della città di Little Elm,. Secondo il censimento del 2010, il CDP di Paloma Creek (conosciuto localmente come "Paloma Creek North"), aveva una popolazione di 2.501 persone, mentre Paloma Creek South aveva una popolazione di 2.753 persone.